# عصب حنكي كبير
العصب الحنكي الكبير أو العصب الحنكي الأمامي (بالإنجليزية:Greater Palatine Nerve)، هو عصب متفرع من العقدة الجناحية الحنكية، يجري من الأسفل خلال القناة الحنكية الكبرى والثقبة الحنكية الكبرى إلى الحنك الصلب، يتفرع العصب إلى الفروع الأنفية السفلية الخلفية (posterior inferior nasal branches)، يقوم بالإمداد الحسي في المقام الأول لغشاء الحنك الصلب واللثة الحنكية.